# Vroutok
Vroutok (en macédonien Вруток ; en albanais Vërtoku) est un village du nord-ouest de la Macédoine du Nord, situé dans la municipalité de Gostivar. Le village comptait 1127 habitants en 2002. Il est majoritairement albanais. Le village est connu pour sa situation à proximité de la source du Vardar, le seul fleuve qui traverse la Macédoine.

## Démographie
Lors du recensement de 2002, le village comptait :
- Albanais : 846
- Macédoniens : 276
- Serbes : 3
- Autres : 2

## Personnaliltés
- Jovan Trifunovski (en)